# رگولوس (۱۸۰۵)
رگولوس (۱۸۰۵) (به انگلیسی: French ship Régulus (1805)) یک کشتی بود که طول آن ۵۵٫۸۷ متر (۱۸۳٫۳ فوت) بود. این کشتی در سال ۱۸۰۵ ساخته شد.